# Sylvi Listhaug
Sylvi Listhaug (ur. 25 grudnia 1977 w Ålesund) – norweska polityk, działaczka Partii Postępu i od 2021 jej przewodnicząca, w latach 2013–2018 i 2019–2020 minister w różnych resortach, posłanka do Stortingu

## Życiorys
W 1996 ukończyła szkołę średnią, a w 2000 studia nauczycielskie w Høgskulen i Volda. W drugiej połowie lat 90. pracowała jako opiekunka osób starszych w placówce w miejscowości Ørskog. W latach 2000–2001 wykonywała zawód nauczycielki.
Zaangażowała się w działalność polityczną w ramach Partii Postępu, obejmowała różne funkcje w partii i jej organizacji młodzieżowej. W 2005 weszła w skład zarządu swojego ugrupowania. W latach 2001–2004 była doradczynią frakcji poselskiej Partii Postępu. Od 2006 do 2012 zasiadała we władzach miejskich Oslo, w których odpowiadała najpierw za opiekę społeczną, a następnie za sprawy zdrowia i osób starszych. W latach 2012–2013 zajmowała się działalnością konsultingową.
W październiku 2013 weszła w skład rządu Erny Solberg jako minister rolnictwa i żywności. Funkcję tę pełniła do grudnia 2015, po czym przeszła na stanowisko ministra imigracji i integracji. W wyborach parlamentarnych w 2017 po raz pierwszy uzyskała mandat deputowanej do Stortingu.
W styczniu 2018 podczas rekonstrukcji gabinetu została powołana na ministra sprawiedliwości. Podała się do dymisji w marcu tegoż roku po krytyce, jaką wywołał jej wpis na Facebooku dotyczący Partii Pracy. Do rządu powróciła w maju 2019 jako minister do spraw osób starszych i zdrowia publicznego. W grudniu tegoż roku objęła urząd ministra do spraw ropy naftowej i energii. Zakończyła urzędowanie w styczniu 2020 wraz z innymi przedstawicielami Partii Postępu.
W 2018 została nominowana na pierwszą wiceprzewodniczącą partii, zatwierdzono ją na tej funkcji w 2019. 8 maja 2021 zastąpiła Siv Jensen na stanowisku przewodniczącej Partii Postępu. W tym samym roku z powodzeniem ubiegała się o poselską reelekcję.

## Odznaczenia
- Medal jubileuszowy Haralda V 1991–2016 (2016)[8]